# Dar'ja Čikunova
Dar'ja Jaroslavovna Čikunova (in russo Дарья Ярославовна Чикунова?; San Pietroburgo, 12 aprile 1999) è una nuotatrice russa.

## Carriera
Ha preso parte ai giochi della XXXI Olimpiade Rio de Janeiro nel 2016, gareggiando nella disciplina dei 100 metri rana femminile.